# Шкоцян (община Копер)
Вижте пояснителната страница за други значения на Шкоцян.
Шкоцян (на словенски: Škocjan) е село в Словения, Обално-крашки регион, община Копер. Според Националната статистическа служба на Република Словения през 2002 г. селото има 477 жители.